# 明治 (企業)
株式会社明治（めいじ、英: Meiji Co., Ltd.）は、 東京都中央区京橋に本社を置く、 大手食品会社で、牛乳、乳製品、菓子や一般用医薬品の製造・販売を主軸に事業展開を行っている企業。明治ホールディングスの完全子会社。

## 概要
企業スローガンは『健康にアイデアを』。2016年に明治グループ創業100周年を迎え、同時に本社を東京都中央区京橋に移転した。また、2017年には会社創立100周年を迎えた。
旧社名は明治乳業。明治グループの再編で、2011年（平成23年）4月1日を以って、旧明治製菓（現・Meiji Seika ファルマ）から同社の手掛けていた菓子・飲料・食品・一般用医薬品事業、およびドメイン名「meiji.co.jp」も引き継ぎ 現社名へ商号変更した。明治屋・明治安田生命・明治大学・明治学院大学・明治神宮・明治薬品・明治図書出版・明治時計との関係はない。

2020年6月より、販売するアイスクリームに賞味期限を設ける方針を示した。

## 沿革

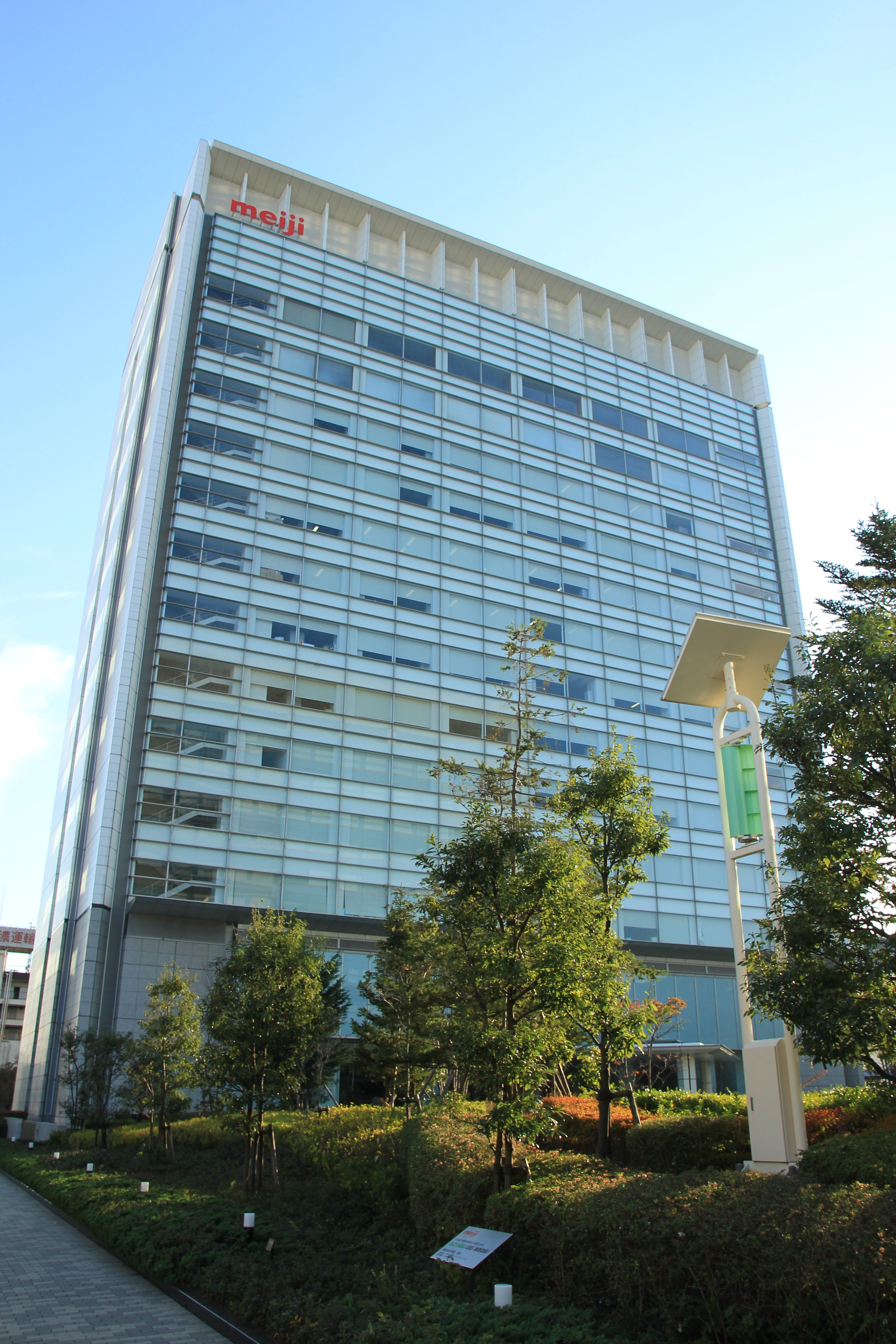
江東区新砂にある明治東陽町ビル（旧：本社ビル）

- 2011年4月1日 - 明治グループの企業再編に伴い、旧・明治乳業が食品・乳製品・飲料・菓子事業を中心とした新会社『明治』に商号変更。
- 2012年8月 - プレミアム系アイスクリーム「meiji THE PREMIUM Grun」発売。
- 2013年4月 - 連結子会社のフレッシュネットワークシステムズが、傘下の北海道明販・東北明販・東京明販・中部明販・近畿明販・中国明販・九州明乳販売・東京明治フーズを吸収合併し、明治フレッシュネットワークに商号変更[5]。
- 2014年9月 - 「明治ザ・チョコレート」発売。
- 2015年3月 - 清涼菓子「カルミン」が製造販売を終了、94年にわたる歴史に幕[6]。
- 2016年
  - 明治グループが創業100周年を迎える。
  - 3月 - 「サイコロキャラメル」、および「クリームキャラメル」「ヨーグルトキャラメル」がそれぞれ全国販売を終了（いずれも6月より北海道限定で販売再開）。
  - 4月 - 「明治うがい薬」発売。
  - 11月 - 本社を江東区新砂から、中央区の京橋エドグランに移転。
- 2017年
  - 会社設立100周年を迎える。
  - 8月 - ロングセラースナック菓子「カール」が中部以東での販売を終了、近畿以西のみの限定販売に移行[7][8][9]。
- 2018年
  - 5月 - 2012年6月の社長就任以来過去最高益を更新し続けた川村和夫社長が6月28日付けで明治ホールディングス社長に昇任、新社長に松田克也（取締役専務執行役員）の就任が内定。
  - 9月 - 動物実験に関する考え方として、「当社は、食品の商品開発に際し、外部委託を含めてヘルスクレームを実証する為の動物実験を行わない方針です。但し、法的に求められ、代替試験法がない場合は、やむを得ず動物実験を行うことがあります｡」と発表[10]。
- 2020年2月 - 食品ロス削減や物流効率化に向けて、100品目以上の賞味期限を「年月日」から「年月」表示へ変更[11]。
- 2023年
  - 3月3日 - 明治製品を受託製造している子会社の明治産業を丸紅に売却すると発表した。同時に「ヨーグレット」や「ハイレモン」などの明治産業が受託製造している商品の商標権も同社に移管し、将来的に丸紅が取得する予定[12]。
  - 3月31日 - 「キシリッシュ」など、ガムの販売を同日で終了。ガム事業から事実上撤退[13][14]。
- 2024年
  - 9月6日 - 2027年3月に神奈川県厚木市に神奈川新工場を建設し、2025年11月から2027年7月にかけて東北工場・戸田工場・神奈川工場を閉鎖することを発表[15]。

## 事業所
（2018年（平成30年）1月現在）
- 本社

〒104-8306 東京都中央区京橋2-2-1 京橋エドグラン
- お客様相談センター

〒104-0031 東京都中央区京橋2-4-16 明治京橋ビル（※明治HD・Meiji Seika ファルマ本社）
- 明治イノベーションセンター（研究戦略統括部、商品開発研究所、乳酸菌研究所、技術研究所、品質科学研究所）[注釈 3]

〒192-0919 東京都八王子市七国1-29-1
- 支社：北日本（仙台市宮城野区）、関東（東京都江東区）、中部（名古屋市東区、マザックアートプラザ）、関西（大阪市中央区、OBPクリスタルタワー）、西日本（福岡市中央区、九州朝日放送本社ビル）
- 日本国外事業所：バンコク、台北

### 工場

#### 旧・明治乳業
- 札幌工場（市乳）（製造所固有記号、Kイ）
- 旭川工場（市乳）（製造所固有記号、Kウ）
- 稚内工場（粉乳・バター）

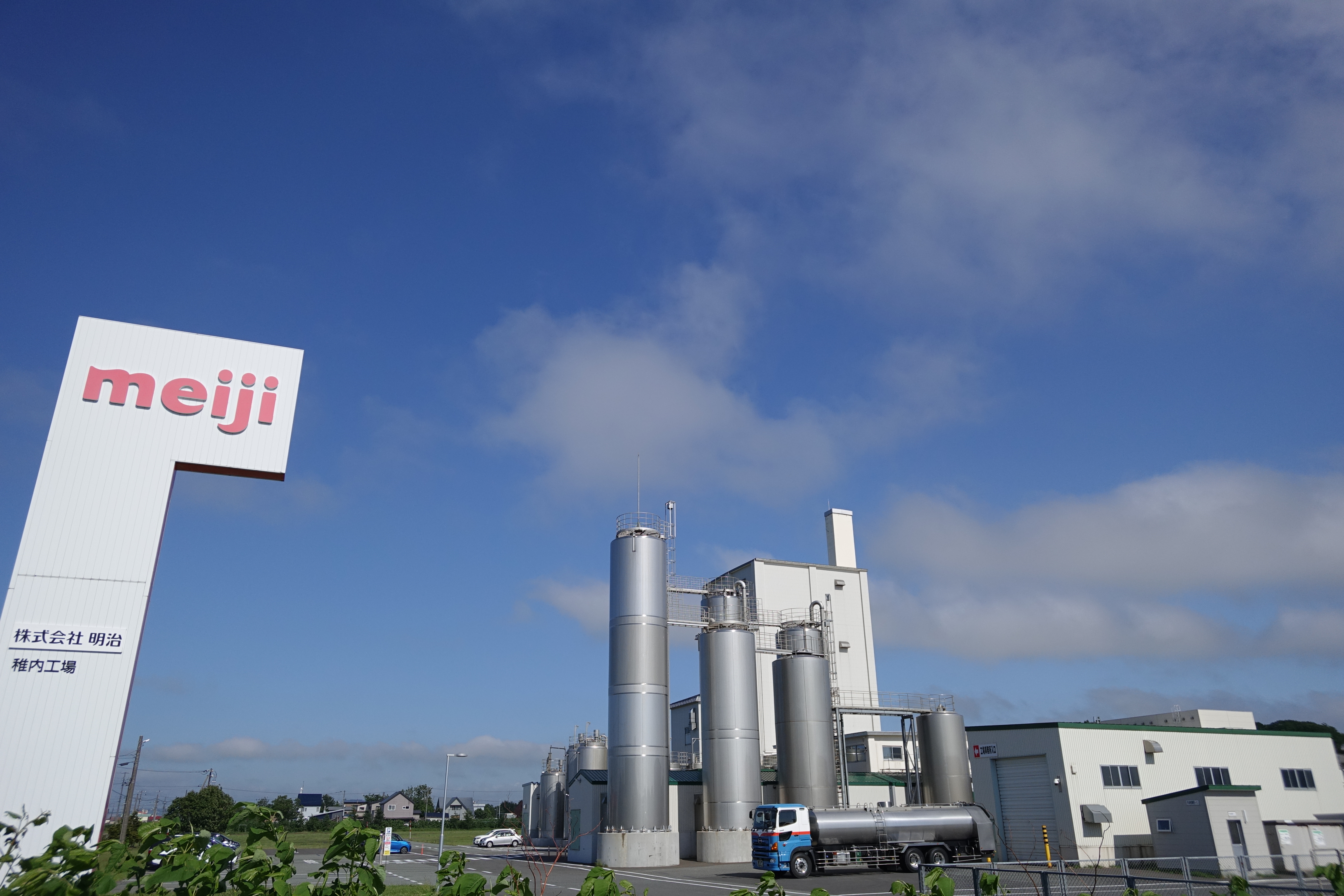
稚内工場

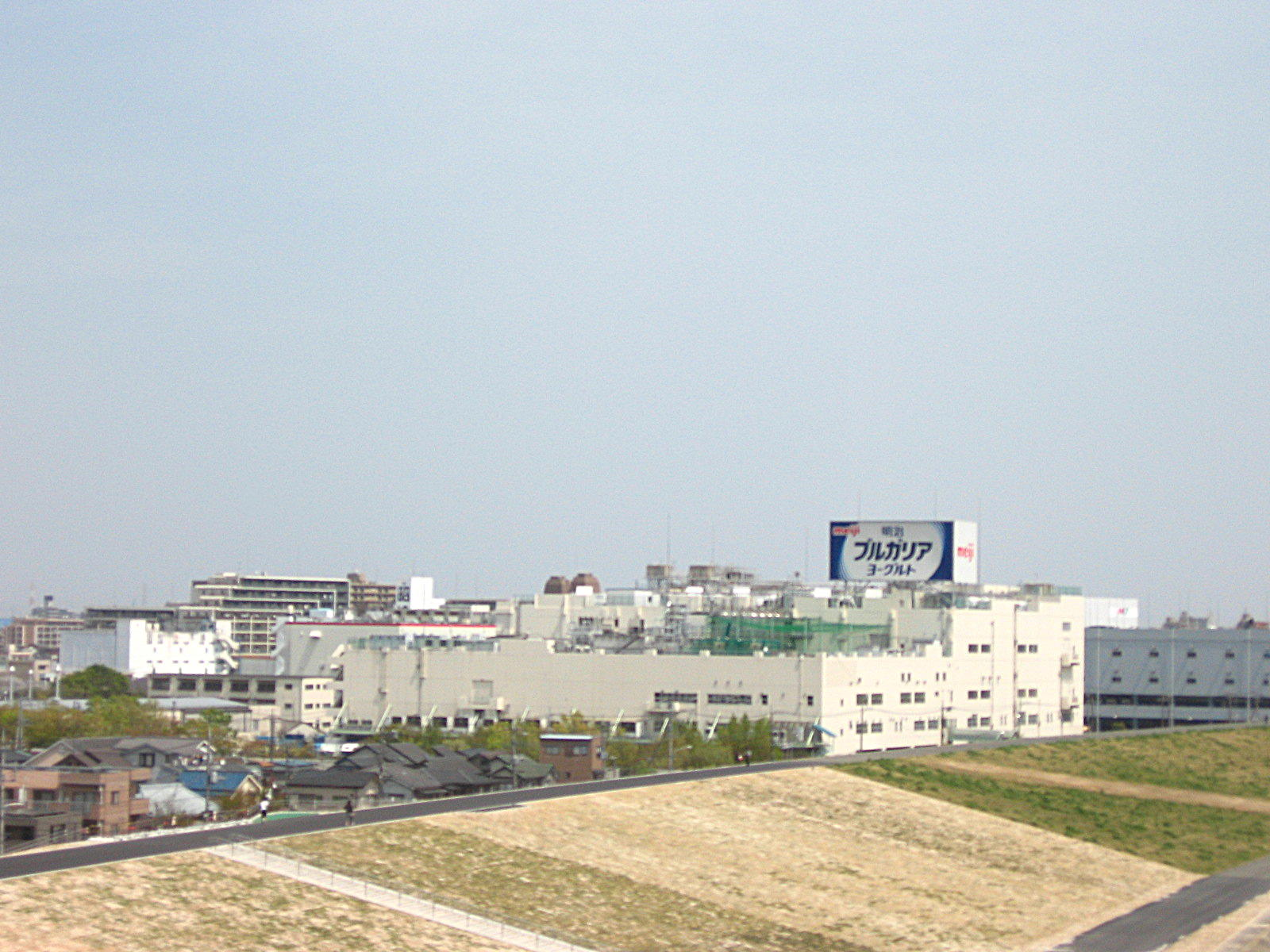
戸田工場（埼玉県戸田市、旧・明治乳業関東工場）

- 西春別工場（粉乳・バター・クリーム・濃縮乳）
- 根室工場（練乳・クリーム・濃縮乳）
- 十勝工場（ナチュラルチーズ、クリーム、ホエイ粉）
- 十勝帯広工場（ナチュラルチーズ）
- 本別工場（粉乳・クリーム・濃縮乳）（製造所固有記号、Kサ）
- 東北工場（市乳）（製造所固有記号） - 2025年11月に閉鎖する予定[15]。
- 茨城工場（冷凍食品）
- 守谷工場（市乳）（製造所固有記号、KA）
- 群馬工場（市乳・アイスクリーム）
- 群馬栄養食工場（液状調整栄養食品）
- 群馬医薬・栄養剤工場（医薬品）
- 埼玉工場（粉乳・ベビーフード）
- 戸田工場（市乳）（製造所固有記号、KZ） - 2027年7月に閉鎖する予定[15]。
- 神奈川工場（市乳）（製造所固有記号、Kナ） - 2027年3月に開設される神奈川新工場へ機能を移転する予定[15]。
- 小田原工場（乳酸菌スターター、特殊粉乳）
- 北陸工場（市乳）（製造所固有記号、KQ）
- 軽井沢工場（プロセスチーズ）（製造所固有記号、KC）
- 静岡工場（市乳・フローズンデザート）
- 愛知工場（市乳）（製造所固有記号、Kチ）
- 京都工場（市乳・アイスクリーム）（製造所固有記号、Kル）
- 関西工場（市乳）（製造所固有記号、KN）
- 関西アイスクリーム工場（アイスクリーム）
- 岡山工場（市乳）（製造所固有記号、Kオ）
- 広島工場（市乳）（製造所固有記号、Kヒ）
- 九州工場（市乳）（製造所固有記号、KV）

#### 旧・明治製菓

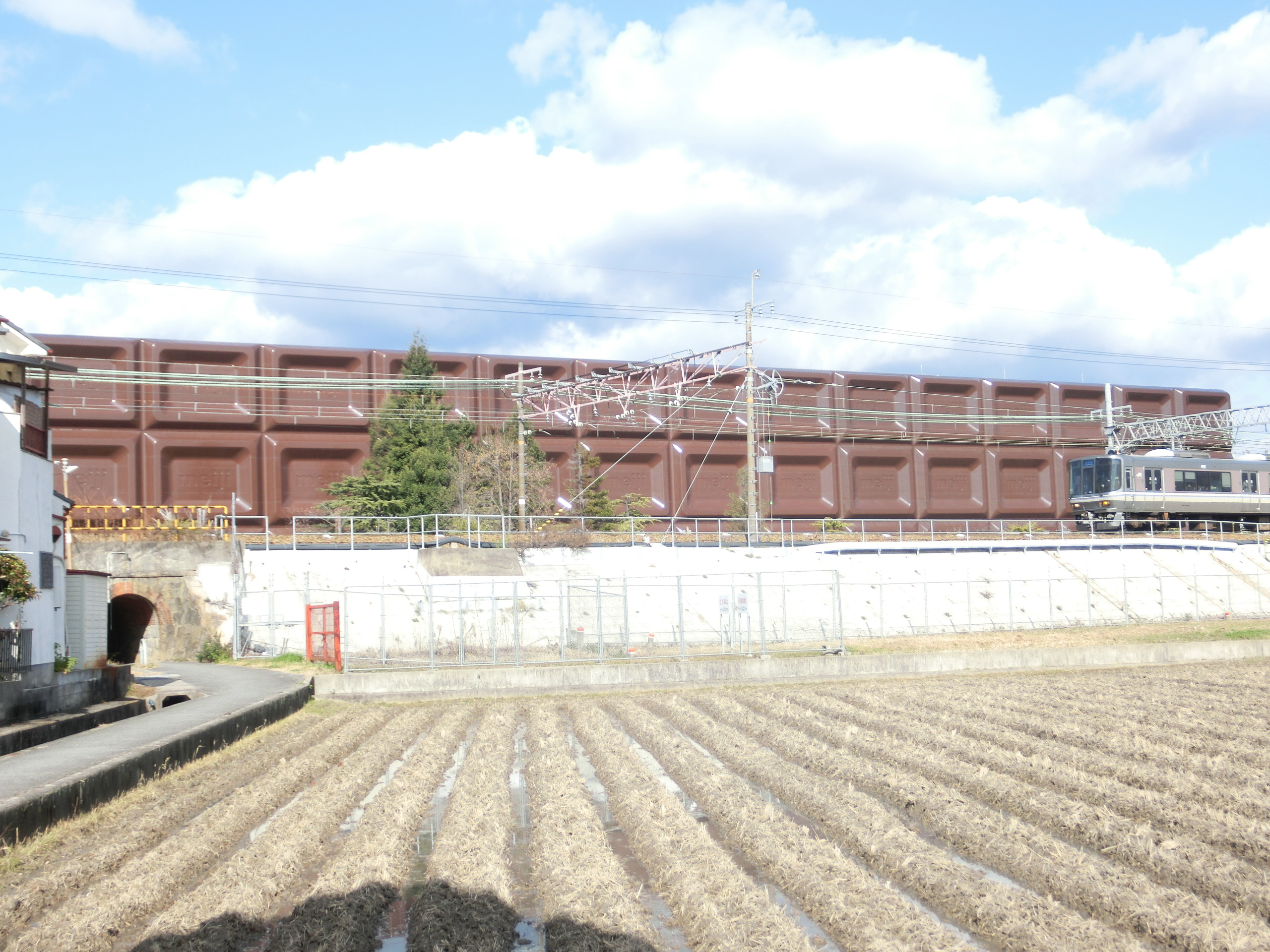
大阪工場の超巨大看板

- 坂戸工場（チョコレート・スナック・ビスケット・ガム・キャンデー・ココア）
- 東海工場（チョコレート・スナック・キャンデー）
- 大阪工場（チョコレート・ビスケット・スナック） - 2011年2月、明治ミルクチョコレートの巨大看板が登場して話題になった。

## グループ会社
2023年（令和5年）10月現在。日本国内の企業は全て株式会社。当社では各事業部門を「ユニット」とする）

### 菓子ユニット
- 道南食品（北海道函館市）
- 東海ナッツ（東京都千代田区）
- ロンド（神奈川県横浜市都筑区）
- 明治チューインガム（愛知県清須市）

### 乳製品ユニット
- 栃木明治牛乳（栃木県宇都宮市）
- 群馬明治（群馬県前橋市）
- 千葉明治牛乳（千葉県千葉市）
- 明治フレッシュネットワーク（東京都台東区）
- 東海明治（静岡県袋井市）
- 明治油脂（兵庫県尼崎市）
- 四国明治（香川県三豊市） - 2018年に四国明治乳業と旧・四国明治（愛媛県松山市）が合併。
- 沖縄明治乳業（沖縄県浦添市）

### 健康栄養ユニット
- 岡山県食品（岡山県笠岡市）

### その他グループ会社
- 日本罐詰（北海道河西郡）
- 明治飼糧（東京都千代田区）
- 明治フードマテリア（東京都中央区京橋）
- 明治ナイスデイ（東京都江東区）
- 明治テクノサービス（東京都江東区）
- 明治ロジテック（東京都江東区）
- 明治アドエージェンシー（東京都渋谷区）
- フランセ（神奈川県横浜市金沢区）
- 明治食品（長野県上田市）

### 日本国外
- 明治制果食品工業(上海)有限公司（ 中国上海市）
- 明治乳業貿易(上海)有限公司（ 中国上海市）
- 明治乳業(蘇州)有限公司（ 中国江蘇省蘇州）
- 広州明治制果有限公司（ 中国広東省広州）
- Meiji Seika（Singapore）Private, Limited（ シンガポール）
- Meiji India Private Limited（ インド）
- Meiji Dairy Australasia Pty., Ltd.（ オーストラリア）
- PT CERES MEIJI INDOTAMA（ インドネシア ジャカルタ）
- CP-Meiji Co., Ltd（ タイ バンコク）
- Thai Meiji Food Co.,Ltd.（ タイ バンコク）
- Meiji America Inc.（ アメリカ合衆国）
- D.F.Stauffer Biscuit Company., Inc.（ アメリカ合衆国）
- Laguna Cookie Company Inc.（ アメリカ合衆国）

### 過去のグループ企業
- 明治ケンコーハム
2019年12月2日に米久へ全株式を譲渡。2020年4月1日に米久ケンコーハムへ商号変更されたが[16]、2021年3月31日に清算結了。
- 明治ライスデリカ
2020年3月31日に藤本食品へ全株式を譲渡。同時に商号を藤本ライスデリカへ変更[17]。
- アサヒブロイラー
2020年4月27日に全農チキンフーズへ株式90%を譲渡。2021年4月1日に残る株式10%を全農チキンフーズへ譲渡[18]。
- フレッシュ・ロジスティック
2021年4月20日にアサヒロジスティクスへ全株式を譲渡[19]。2023年4月1日にアサヒフレッシュロジへ商号変更[20]。
- パンピー食品
チルドデザートの製造を行っていたが、2020年3月に工場を閉鎖。2021年9月3日に清算結了[21][22]。
- 蔵王食品
「カール」「きのこの山」を製造していたが、2020年9月30日に工場を閉鎖。2022年3月15日に清算結了[23][24]。
- ケー・シー・エス
2022年4月1日に三菱食品へ全株式を譲渡[25]。
- 明治産業
2023年5月10日に丸紅へ全株式を譲渡[26]。「ヨーグレット」「ハイレモン」などの商標権も譲渡され、同年6月19日にアトリオン製菓へ商号変更。
- スリーエスアンドエル
2023年6月1日付でシモハナ物流へ全株式を譲渡[27]。

## 主な製品ブランド
以下は主な製品ブランドの一例である。これ以外にも豊富な製品を扱っている。また、旧・明治乳業で扱っていた冷凍食品、介護食・流動食、宅配用商品も扱っている。なお、一部現在発売されていないものも含む。
※太字は新法人発足後に発売された製品。

### 菓子・アイス・デザート
旧・明治製菓製品

#### チョコレート
- 明治ミルクチョコレート

1926年9月13日発売。ロングセラーの板チョコレート。新ブランドロゴの導入に伴い、2009年9月に38年ぶりのデザインリニューアルを行った（ちなみに、「明治ミルクチョコレート」の和文ロゴタイプも新和文社名ロゴタイプに変更されている）。現在のパッケージ（2009年9月 - ）が6代目となる。
- アーモンドチョコ/マカダミアチョコ（なお、旧・明治乳業にて同ブランドのアイスバーも発売されており、商号変更後も引き続き扱う）
- きのこの山/たけのこの里

キノコとタケノコの形をしたチョコスナック。きのこの山は1975年、たけのこの里はその4年後の1979年に発売された。キノコの傘と竹の子の皮はいずれもチョコレートになっているが、キノコの柄はクラッカー、竹の子の中はクッキーになっており、食感が異なる。この2商品は、しばしば「どちらが好きか?」というきのこ、たけのこ戦争が勃発する。2008年からは「きのこの山」のキャラクターとして「きの山さん」が登場し、追って2009年に「たけのこの里」のキャラクター「たけ里ブラザーズ」が登場している。
- 明治ザ・チョコレート

2014年9月発売。当時のキャッチコピーは「これが、カカオのおいしさです。」であった。当初はスティックタイプ（7本入り）であったが、2016年9月に細かなスリットやギザギザを入れた板形状3枚入りの包装形態に変更して全面刷新（当初は4種類だったが、2016年12月にもう2種類追加して6種類となる）。2017年1月には「力強い深みコンフォートビター」と「濃密な深みと旨味ベルベットミルク」の2種類に個包装・14枚入りのBOXタイプを追加発売した。
- フラン

形、味などからグリコのムースポッキーと比べられることもある。現在は「フラン プレミアムハードビター&ホイップ」2種類（ショコラ、ベリー）が発売されている。
- ガルボ

チョコレート菓子。
- プッカ

チョコレート菓子。魚の形を模したビスケットに、チョコが注入されている。
- チョコレート効果

高濃度のカカオポリフェノールを含有する健康系チョコレート。なお、「カカオ95%」はカカオ分が多いビターチョコレートである製品の特性上、パッケージには「非常に苦いチョコレートです。」と記述されている。
- アグロフォレストリーチョコレート

旧・明治製菓最後の新商品として、2011年3月に発売されたチョコレート。 ブラジル・トメアスー産限定のカカオ豆を使用。ミルクとビターの2種類がある。
- ホルン
- トロット
- ツインクル
- メルティーキッス

冬期限定チョコレート
過去の製品
- チップチョップ

2009年8月より発売されたチョコスナック。CMイメージキャラクターはおそ松くん→天才バカボン→MATSU（EXILE）。
- ポポロン

一口サイズのシューにチョコを注入したチョコスナック。2015年に販売終了。
- なんきんまね

ピーナッツ（ラッカセイ）の殻をモチーフにしたチョコレートがけの焼菓子1個に対し、ピーナッツの豆を2粒入れたチョコスナック。商品名はピーナッツの別名の南京豆（なんきんまめ）をもじったもの。1970年代に販売されていた。
- ラッキー

細長いビスケットにチョコレートをトッピングしたチョコスナック。発売当初はラッキースティックという商品名だった。1980年代に販売されていた商品で、現在のフランの実質的な前身に当たる菓子である。

#### スナック
- カール

1968年に発売され、長きにわたるロングセラーを誇るスナック菓子。当初はチーズあじ、チキンスープあじの2種類。イメージキャラクターは「カールおじさん」。詳しくは同商品のページを参照。
しかしながら、競争激化による販売低迷などを理由に、2017年8月をもって東日本（福井県、岐阜県、三重県以東）での販売を終了し、9月以降は西日本（滋賀県、京都府、奈良県、和歌山県以西）での限定販売となった（チーズあじ、うすあじの2種類のみ）（こちらも参照）。
- ピックアップ

「カール」から遅れること2年後の1970年発売。サクッという間に溶けるノンフライスナック。
こちらも2017年8月末日生産分をもって製造・販売終了となることが決定しており、これにより明治は事実上、スナック菓子事業の全国展開から撤退することとなる。
過去の製品
- コパン

バター焼きしたパンをイメージにして作られた菓子。映画『容疑者 室井慎次』公開の際、主人公である室井慎次（柳葉敏郎）をCMキャラクターに起用していた。
- もろこし村

旧・明治製菓がかつて発売していた、焼きトウモロコシをイメージしたスナックを復活。旧明治製菓で発売されていた当時はCMに東八郎を起用していた。
- ザ・コーン

2010年7月発売。ザクザク食感が特徴のスティック状のカップ入りコーンスナック。以前発売されていた「ガリレオ」の後継商品で、西日本地区で先行発売された。
- じゃがチーズ

ポテトスナックに濃厚なチーズを閉じ込めた新食感のスナック。CMキャラクターに北斗晶を起用していた。

#### ビスケット
- リッチビスケット

「リッチチョコレート」と並ぶ「リッチ」のシリーズ商品。ストロベリー、オレンジ、抹茶の3種類がある。
過去の製品
- マクビティ

国内製造を行っていた。

#### ガム
- キシリッシュ

現在のCMイメージキャラは福山雅治。かつては沢尻エリカ、亀田興毅、劇団ひとり、おぎやはぎ、渡部篤郎、中谷美紀、広末涼子、木村拓哉、木村カエラがイメージキャラになっていた。キャンペーンでは商品に書いてあるシリアルナンバーで、携帯から着うたがもらえたり特製ムービーが見られたりなど独特な発想がみられる。
新型コロナウイルスによるガム需要低下などを理由として、2023年3月末で販売終了することを同月3日に発表した。
過去の製品
- MINTZ（ミンツ）
- スイーツガム

砂糖不使用のデザート系ガム。ストロベリーバニラ、マンゴープリン、桃のヨーグルトの3種類が発売された。

#### キャンディ

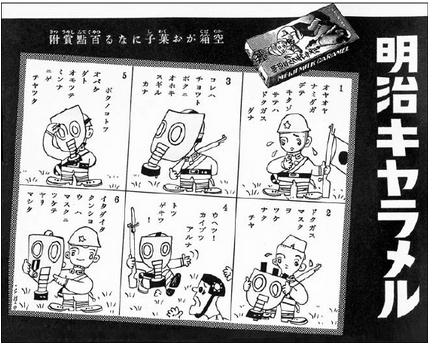
1938年ごろの明治キャラメルの新聞広告

- チェルシー（なお、旧・明治乳業にて同ブランドの飲料やアイスバーも発売されており、商号変更後も引き続き扱う）

キャンデー。CMで流れるチェルシーの唄が有名。この商品名はイギリスを連想する名前という事から300近い商品名の候補があげられ結局ロンドン市南西部にある地名「チェルシー」が選ばれた。
市場環境や顧客ニーズの変化に伴う販売規模の低迷により収益性が悪化したことを理由として、2024年3月末で販売を終了した。その後、同年9月3日に子会社の道南食品から生キャラメルガナッシュに形を変えて、「北海道 生食感チェルシー バタースカッチ味」が発売された。
- 果汁グミ
- GOCHI!
- コーラアップ

日本で初めて発売されたグミ。現在、大人向けのハードタイプグミとして展開している。
- ポイフル

2009年8月にチューイングソフトキャンデーの「ポイフル ソフトキャンデー」を追加。
- おいしくうるおうのど飴
- キシリッシュグミ（2023年3月末で販売終了する同ブランドガムの事実上の後継商品として、同年4月4日に発売予定）[13][33]

過去の製品
- カルミン

1921年に発売されたロングセラーの清涼菓子。2009年3月に刷新し、過去にも販売されていたイチゴ味が「カルミン イチゴ」として復活した。
2015年3月で販売を終了、発売開始から94年の歴史に幕を下ろした。
- 明治キャラメル

森永ミルクキャラメルと共に、古い歴史を誇るキャラメルのロングセラー。クリームキャラメル、ヨーグルトキャラメルの2種類。いずれも後述するサイコロキャラメル同様、2016年3月を以って全国販売を終了したが、同年6月から生産を担当していた子会社の道南食品により北海道限定で発売している。
- 明治サイコロキャラメル

1927年10月発売開始。サイコロ型の箱に入ったキャラメル。長年親しまれているロングセラー。なお「1」の目は旧・明治製菓時代の社章である。
2016年3月に全国販売を終了したが、同年6月から生産を担当していた子会社の道南食品により北海道限定で発売している。しかし、各地の百貨店で催される北海道の物産展で販売する事があり、期間中に行けば北海道外でも購入可能。
- レモンシャワー

レモン味のキャンディー
- ヨーグレット（タブレットのヨーグルト味のラムネ。ハイレモン（ヨーグレットのレモン味）とコーラパンチ（ヨーグレットのコーラ味）も含む)

委託製造していたグループ企業の明治産業の株が丸紅に売却されてアトリオン製菓と社名変更してグループから離脱した際に商標権も譲渡した為、明治の商品でなくなっただけである。現在は明治産業から社名変更したアトリオン製菓で製造、全国販売共に継続されている。

#### ファンシー系
- マーブルチョコレート

形はマーブル模様から、日本初の色つきチョココーティング・チョコレートとして発売。1962年から子役タレント・上原ゆかりを起用したTVコマーシャルによって爆発的売り上げをあげた。2010年7月に発売50周年を記念した大人向け「マーブル オレンジ&ビター」を発売。また2011年2月には復刻版「アトムマーブル」が発売された。
- コーヒービート

コーヒー豆の形のミニチョコ。コーヒーとチョコを合わせたかのような味。2009年8月にリニューアルし、「コーヒーミルク味」のサブネームがついた。2010年7月に発売40周年を記念した大人向け「コーヒービート ほろにが」を発売した。
- アポロチョコレート

1969年発売のチョコレート。形はこの年月に着陸したアポロ11号から。色違いの三角形は、大気圏再突入後、すなわち帰還時の司令船「イーグル号」をイメージしているのであってロケットそのものではない。イメージキャラクターは、うさぎのアポロちゃん。正確な比率や導入年度は不明であるが、数箱に一粒だけ上下の色が逆になっている「さかさアポロ」が入れられている。口コミによる売上増加を狙ったものといわれている。なお、2009年7月より新ブランドロゴ対応パッケージに変更の際、パッケージに記されている「チョコレート」や「明治チョコレート」が和文社名にも使用されている新和文ロゴタイプに変更されている。
- チョコベビー

形、味などからまろやかで、小さい、食べやすいチョコレート。

#### アイスクリーム
旧・明治乳業製品
- 明治エッセルスーパーカップ
- 明治うまか棒
- 明治うずまきソフト
- 明治角10棒
- meiji THE PREMIUM Grun（明治プレミアム グラン）

2012年8月に発売されたプレミアム系アイスクリーム。一時販売が休止された。
- 明治クオリッチ
- meiji GOLD LINE（明治ゴールドライン）

2015年4月に発売されたプレミアム系チョコレートコーティングアイスバー。
過去の製品
- Aya -彩-
- ドレア
- クリスピーズ

#### デザート
旧・明治乳業製品
- 明治プリン
- 明治午後のくつろぎカフェゼリー

### 乳製品
このカテゴリはすべて旧・明治乳業のもの

#### 牛乳・乳飲料

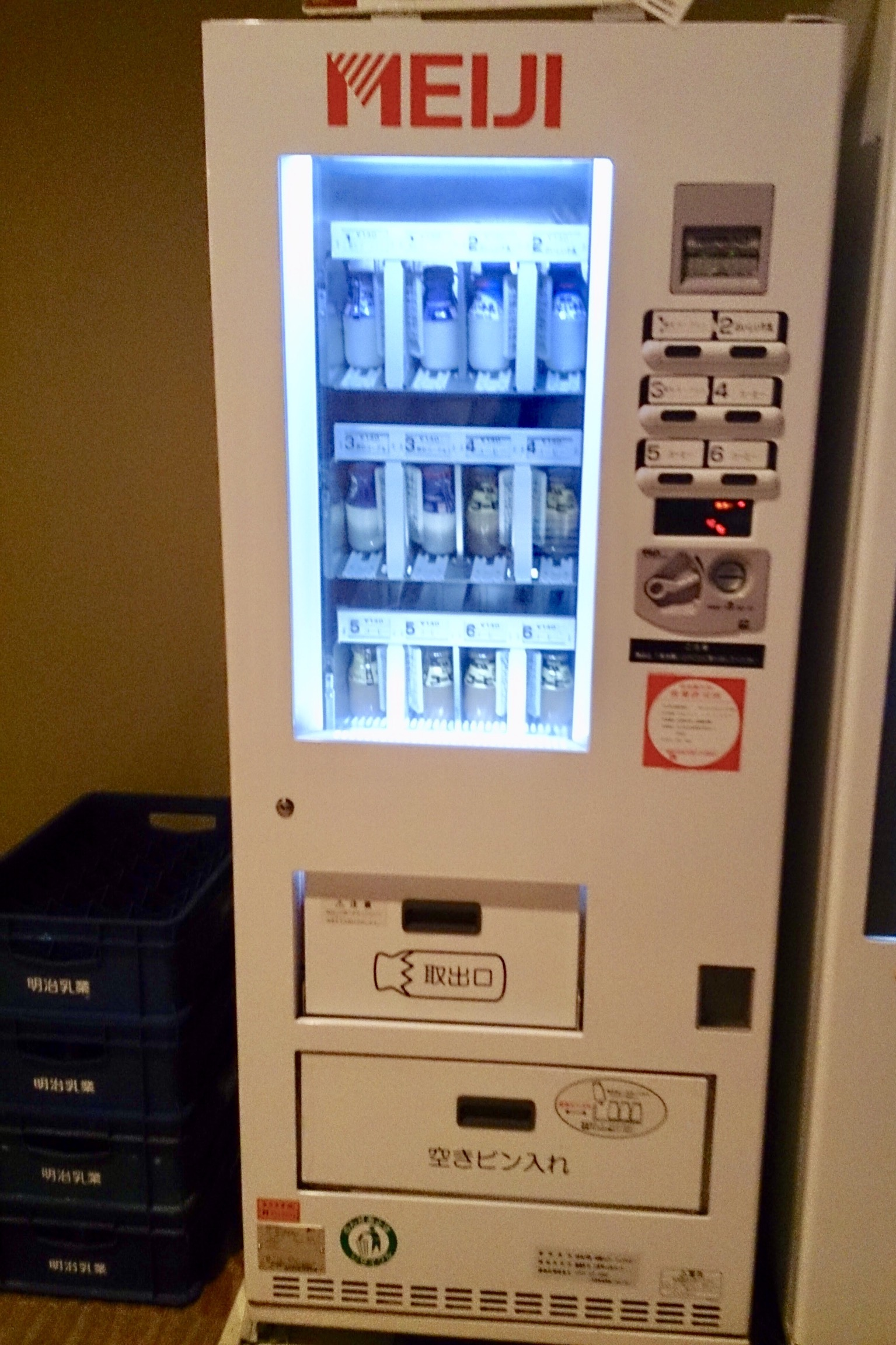
自動販売機で販売される乳製品群（ロゴは旧・明治乳業時代のもの）

- 明治おいしい牛乳

パック入り牛乳としては近年希に見るヒット商品となり、対抗として森永乳業も「おいしい牛乳」を投入した。なお両社とも「おいしい牛乳」の商標登録は一切行っていなかった。さらに2022年3月29日より、雪印メグミルクから「おいしい雪印メグミルク牛乳」が発売されている。
2016年9月からは九州・沖縄を皮切りに900ml広口キャップ付き新容器を採用した。シュリンクフレーション（ステルス値上げ）の一種とされている。
- 明治おいしい低脂肪乳

生乳本来のおいしさをそのままに、乳脂肪分を1.5%に抑えた低脂肪乳。2009年9月に500ml入りを追加。
- 明治おいしい無脂肪乳
- 明治牛乳
- 明治ラブ

コップ一杯（200ml）で半日分のカルシウムと鉄分を補給。葉酸も配合した低脂肪乳飲料。
- 明治あじわう濃いめ

#### ヨーグルト
- 明治ブルガリアヨーグルト

ブルガリアから月1回の頻度で空輸した乳酸菌を用いて国内で生産していた（現在は、市販されるブルガリアヨーグルトの乳酸菌は小田原工場（神奈川県）にて培養・維持され、そこから冷凍保存された形で全国のヨーグルト製造工場へと配られている（なお、小田原工場では一般消費者向けの商品は作っていない。作っているのは、ブルガリアヨーグルト用の種菌、プロビオヨーグルトLG21用のLactobacillus gasseri 濃縮菌と先天性疾病を持つ赤ちゃん向けの特殊用途育児用粉ミルクである。特殊用途育児用粉ミルク事業は赤字であるが、育児用粉ミルクトップシェアであるという社会的使命から継続している。）。
1973年に国名使用許可を取得。
これが縁でブルガリア政府と縁が深い。
1987年に内容量を500mlから500gに変更を行うことで売り上げを大きく伸ばす（1-3月期のシェア9.6%→7-9月期にシェア14.9%）。これは、ヨーグルトの密度が水よりも重いことから、中身を減らす（500ml≒518g→500g）ことでコストダウンをし、競合他社と価格競争で勝利した故である。なお、内容量は現在450g入りである（ただし、競合他社の製品においても減容を行っているために結果的に競合他社のプレーンヨーグルトよりも内容量が多くなっており、パッケージに「大満足の450g」と表記している）。
1994 FIFAワールドカップでブルガリア代表がドイツ代表を破り、準決勝進出を決めたときには「がんばれブルガリア」の新聞広告を出した。またブルガリア出身の力士、琴欧洲（現・鳴戸親方）に化粧回し（ブルガリアヨーグルトのロゴとブルガリアの国花であるバラをデザインしたもの）を提供したり、琴欧洲が同社のCMに出演したりしたこともある。
- 明治プロビオヨーグルトLG21

LG21乳酸菌を配合したヨーグルト。製法特許取得。
- 明治プロビオヨーグルトR-1

1073R-1乳酸菌を使用したヨーグルト。
- 明治プロビオヨーグルトPA-3

PA-3乳酸菌を配合したヨーグルト。
- 明治北海道十勝ヨーグルト

北海道十勝産の生乳を使用したヨーグルト。
- 明治THE GREEK YOGURT

ギリシャヨーグルトの栄養価や濃厚な味わいを損なうことなく、脂肪分を取り除いて一層ヘルシーに仕上げた商品。
過去の製品
- meiji Yoplait - フランスのヨープレイ社と提携したブランド
- グルト - チュウチュウするヨーグルト ※終売

#### チーズ
- 明治北海道十勝スマートチーズ

独自の「うま味乳酸菌熟成」により、濃厚でほどけるような口解けが特長。気軽に食べやすい薄型スマートタイプ。
- 明治北海道十勝カマンベールチーズ

全ラインナップで2008年 - 2010年のモンドセレクションを3年連続受賞したカマンベールチーズで、特に「明治北海道十勝カマンベール」は3年連続で最高金賞を受賞している（「切れてるタイプ」・「ブラックペッパー入り切れてるタイプ」は3年連続金賞受賞）。

#### バター・マーガリン
- 明治コーンソフト

70%のコーン油を含むファットスプレッド。
- 明治チューブでバター1/3

バターを原料油脂中の1/3を含む「乳等を主要原料とする食品」。チューブ入りなので、アウトドアでの利用にも最適。冷蔵庫においても場所をとらず、使い易くて衛生的。
- 明治素材紀行
- 明治一番搾りべに花ソフト カロリー1/2
- 明治ヘルシーソフト オフスタイル脂肪分70％オフ

水溶性食物繊維（イヌリン）を使用する明治独自の「ヘルシー&テイスティ製法」により、脂肪分を70%カットしたまったく新しいタイプのマーガリン。1食分（10g）で食物繊維2.6g（レタス中玉約1個200g分）を無理なく摂取できる。2011年3月に旧・明治乳業最後の新商品として発売。2012年3月には、家庭用食用油市場において伸長しているキャノーラ油を使用した「明治ヘルシーソフト オフスタイルキャノーラ 脂肪分70％オフ」発売。CMは松下奈緒を起用。
- 明治クリーミースム～ス

2012年3月発売。トーストしていない食パンやホームベーカリーで作りたてのパンにおすすめのパン用スプレッド。ムースタイプで、やわらかいパンにも軽くぬれ、ふんわりとした食感と口どけが楽しめる。北海道産生クリームを30%使用。砂糖不使用。CMは松下奈緒を起用。
- 明治なめらかソフト
- 明治スイーツスプレッド
- 明治ケーキマーガリン
- 明治オフスタイル

脂肪分を70％オフ。腸内フローラを整え、お通じを改善するという機能性の機能性表示食品も取得。

#### クリーム
- 明治デザートホイップ

使いたい時にすぐに使える、しぼるだけのホイップ済みクリーム。
- 明治北海道十勝フレッシュ100
- 明治ベターハーフ

コーヒーフレッシュ

### 食品・飲料
- しまるボトルシリーズ
- 明治ブルガリアのむヨーグルト、白のひととき、The Milk teaがその商品に当たるが、シリーズではないが、ロカボーノや明治TANPACTカフェラテも同じボトルで販売されている。

旧・明治製菓製品
- コクがおいしいミルクココア

缶製品はポッカサッポロフード&ビバレッジ（旧・ポッカコーポレーション）との共同開発製品で、同社が製造、当社が販売を行っていた。なお、暖候期には缶製品が「コクがおいしいアイスココア」に切り替わり、同時に粉末タイプも設定される。なお、缶製品は2014年から同社で販売を行うようになった。
- テオブロココア
- 明治ピュアココア

旧・キンケイ食品工業製品
- インドカレー ／ ミルクカレー／ ハヤシフレーク ／ ホワイトルウ

キンケイ時代から続く顆粒タイプのルウシリーズ。
- 銀座カリー シリーズ

大正時代 - 昭和初期のレトロな雰囲気をイメージしたレトルト食品。当初は銀座カリーのみの販売だったが2009年現在ではさまざまなバリエーションが存在する。
- まるごと野菜シリーズ

スープ以外にもカレーやシチュー等を展開している。
- マジックスパイス

スープカレーブームの火付け役となった「マジックスパイス」と共同開発。自宅で専門店の味を堪能できる。
- JALスープ - 日本航空のグループ企業JALUXとの共同開発商品
- 中華スープ

1969年に発売され、40年以上にわたって親しまれるロングセラー。鶏肉エキスをベースとして中華の旨味が凝縮されている。各種料理に最適。
- おでん横丁

おでんの素。愛川欽也出演のキンケイ時代のテレビCM、および西田敏行出演の九州地区限定テレビCMが有名。2009年9月に新ブランドロゴを導入した新パッケージに。
旧・明治乳業製品
- 明治ブリック
- ミニッツメイド - 本製品はコカ・コーラのブランドだが、同社との業務提携により、チルド製品は当社が製造・販売を行っている。
- バンホーテン - チルド製品のみ
- ネスレアイスコーヒー - チルド製品のみ
- ピッツァ&ピッツァ - 冷凍ピザ。アクリフーズ（現・マルハニチロ）での農薬混入事件以降、代替品として増産を図った。
- こだわりピッツェリア
- レンジえびグラタン
- ジャーミー麦茶

### ベビー&マザー
このカテゴリはすべて旧・明治乳業製品
- 明治ほほえみ

2007年10月に世界で初めて固形タイプの粉ミルク「らくらくキューブ」をラインナップに加える。
- 明治ステップ

「明治ほほえみ」に続き、2009年6月に固形タイプの「らくらくキューブ」を追加。
- 明治ミルフィーHP

ミルクアレルギーの赤ちゃんの為のコナミルク。牛乳乳清たんぱく質を酵素分解し、乳糖を含まない設計。
- 明治エレメンタルフォーミュラ
- 特殊用途育児用粉ミルク
- 明治ベビーフード赤ちゃん村
- 明治ビオママ
- すべすべみるる

ベビースキンケア製品。ネーミングについては、”すべすべみるく”にするところが、”すべすべみるる”になってしまったと当時の担当者は語っている。

### スポーツ栄養

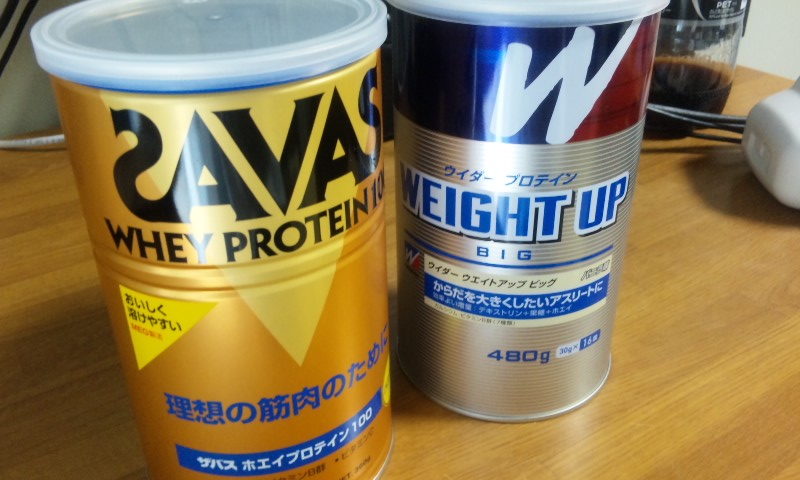
右側がウィダー、左側はザバス

旧・明治製菓製品
- ザバス

スポーツ飲料およびサプリメント。英字ロゴは「SAVAS」だが、最初の「S」の字は反転している。ウィダーinゼリー（森永製菓）やアミノバイタル（味の素）と比較されることが多い。この名を冠したスポーツクラブ（大阪府高槻市、新潟市、川崎市、埼玉県和光市）も展開している。
また、2007年から浦和レッズのオフィシャルパートナーとなっており、2007年から2012年までユニフォームの胸には、このザバスのロゴが入れられていた。
なお、スポーツドリンク「ザバス スポーツウォーター」の500mlペットボトルは「コクがおいしいミルクココア/アイスココア」の缶製品同様、ポッカサッポロフード&ビバレッジとの共同開発製品である。
旧・明治乳業製品
- ヴァーム（VAAM）

プロリン、グリシン、アラニン、グルタミンなどの含有量が高く、これらのアミノ酸は脂肪酸の燃焼プロセスにあるクエン酸回路を活性化させる。糖を使うとクエン酸回路が動き出すまで10数分かかるが、V.A.A.M.は直ちにクエン酸回路を稼動させるため、脂肪の燃焼が効率よくなされる。
- スーパーヴァーム

脂肪酸を燃焼の場であるミトコンドリア内部に運搬するカルニチン、ミトコンドリアでの脂肪燃焼を促進するCoQ10を配合した、 ワンランク上のヴァーム。
- ヴァームダイエット

スズメバチアミノ酸混合物（V.A.A.M.）の研究の深耕によって新たに発見された、ダイエットに特化したアミノ酸混合物「D-V.A.A.M.」を配合したスポーツドリンク。
- コルディアFe
- おなか活力タブレット
- 冬蟲夏草顆粒

### 美容・健康
このカテゴリはすべて旧・明治製菓製品
- アミノコラーゲン

低分子化フィッシュコラーゲンを使用した飲むコラーゲン。製品名を略して「アミコラ」と呼ばれている。2010年には従来のタブレットタイプを刷新し、速攻型高吸収コラーゲンを配合した「アミノコラーゲン ボーテ」を発売した。
過去の製品
- マカの元気

マカエキス末・カカオエキス・ムイラプアマエキス末を配合したスタミナ系製品。2009年7月に亜鉛を配合した濃厚リキッドタイプの「マカの元気Z」と習慣付けて飲む方のための「タブレット」を追加。新パッケージになった「ドリンク」を含めた3品は、2009年に当時の明治製菓が明治乳業（当時）と経営統合後初めてグループ共通の新ロゴマークと新社名ロゴフォントが入った製品となった。2016年春をもって当社での製造・販売を終了し、ポッカサッポロフード&ビバレッジへ継承された（同社では同年4月4日に「ドリンク」と「タブレット」の2製品で発売を開始した）。
- カシス-i

アントシアニンを含有するカシスエキスを配合したサプリメント。2018年6月に森下仁丹へブランドを譲渡し、当社での販売を終了した（森下仁丹では同年7月20日に「カシス-i」、同年8月31日に「カシス-i EX」の発売を順次開始した）。

### 栄養食品・流動食
このカテゴリはすべて旧・明治乳業のもの
- メイバランス
- トロメイク

加えるだけでとろみが付くとろみ調整食品。2014年9月に家庭向けに溶けやすさを向上した「おうちで簡単トロメイク」を発売。同時に、従来の「トロメイクSP」を病院・施設向け製品としてリニューアルを行った。このほか、「トロメイクSP」の半分の使用量で同等のとろみが付く「トロメイクコンパクト」や透明感のあるとろみが付く「トロメイククリア」をラインナップする。
- インスロー

糖質にパラチノースを使用し、吸収速度に配慮した糖質組成「LoGIC（ロージック）」を採用した糖質調整流動食。
- YHフローレ

乳酸菌発酵成分とガラクトオリゴ糖を配合した乳酸菌発酵成分配合流動食。以前は「ファイブレンYH」の製品名で発売されていた。
- メイン

糖質にパラチノースを使用し、ホエイペプチドと乳酸菌発酵成分を配合したニューコンセプト流動食。
- リーナレン

たんぱく質量やミネラルを調整した栄養デザイン「RD-Design」と糖質組成「LoGIC」を採用したたんぱく質・糖質調整流動食。たんぱく質を100kcalあたり1.0gとした「リーナレンLP」、たんぱく質を100kcalあたり3.5gとした「リーナレンMP」、「リーナレンMP」と同じたんぱく質量でミネラルを過不足に配慮して調整した「リーナレンD」の3種類がある。
過去の製品
- メイプロテイン

良質な乳清たんぱく質を含むたんぱく質補助食品。

### 一般用医薬品
過去の製品
- 明治うがい薬 - 1983年に旧明治製菓で「イソジン」のブランドで発売されてきたが、ムンディファーマと明治グループとの提携終了とムンディファーマへの移管[注釈 4] に伴って2016年3月を以って製造を終了。翌月に自社ブランド製品へ切替え、製造販売元もMeiji Seika ファルマから健栄製薬へ変更となった[39][40][41]。1985年に明治による「イソジン」ブランドのマスコットキャラクターとして登場した「カバくん」は、2016年4月1日以後は「明治うがい薬」のマスコットキャラクターとなる[42] 一方で、塩野義製薬も新たに「イソジン」ブランドのマスコットキャラクターを発表した。明治は2016年2月9日、ムンディファーマ・シオノギヘルスケアに対して「カバくん」に類似したキャラクターの使用中止を求めて、不正競争行為差止等の仮処分命令の申し立てを東京地方裁判所に行ない[43][44]、同月26日にはムンディファーマが明治に対して旧「イソジンうがい薬」と「明治うがい薬」のパッケージデザインが類似しており、消費者が（明治うがい薬が「イソジン」ブランドであると）誤認させる恐れがあるとして、不正競争行為差止の仮処分命令の申し立てを東京地方裁判所に行った[45][46]。同年3月24日、同年18日付にて両者和解により解決したと発表した[47][48][49]。同年7月6日、ムンディファーマは新たに「イソジン」ブランドのマスコットキャラクターとして、イヌをモチーフとした「イソくん」と「イソジンファミリー」を発表し、9月から使用するとした[50]。2022年11月、明治は、製造を担当していた健栄製薬に「うがい薬の製造販売承認」「カバくんの商標権」「うがい薬CMソングの独占使⽤権」を譲渡した旨を発表した。これにより明治うがい薬は在庫限りの販売終了となり、健栄ブランドの「健栄うがい薬」として発売を開始する[41]、同時に、カバのキャラクターを用いたこれまでと同形式の新CMが開始されると発表された[51]。
  - 明治うがい薬【第3類医薬品】 - ポビドンヨードを配合したうがい薬。2016年3月までは「イソジンうがい薬」として発売されていた。（製造販売元：健栄製薬）
  - 明治うがい薬P【第3類医薬品】 - 苦味や刺激感を抑えたプラム系フレーバー。2016年3月までは「イソジンうがい薬P」として発売されていた。（製造販売元：健栄製薬）
  - 明治うがい薬C【第3類医薬品】 - 2014年8月発売。水で希釈せずにそのまま計量してうがいができ、添加物として清涼化剤メントールと香料を配合したクールタイプのうがい薬。2016年3月までは「イソジンうがい薬C」として発売されていた。（製造販売元：健栄製薬）
  - 明治のどフレッシュ【第3類医薬品】 - ミントフレーバーののどスプレー。2016年3月までは「イソジンのどフレッシュF」として発売されていた。（製造販売元：健栄製薬）
  - 明治ハンドウォッシュ【第3類医薬品】 - 2014年10月発売。液体タイプの殺菌・消毒薬で通常の手洗の要領で使う。うがいには使用できない。2016年3月までは「イソジンウォッシュ」として発売されていた。（製造販売元：健栄製薬）
  - 明治きず軟膏【第3類医薬品】 - 軟膏タイプの殺菌消毒薬。2016年3月までは「イソジン軟膏」として発売されていた。（製造販売元：健栄製薬）
  - 明治きず薬【第3類医薬品】 - 液体タイプの低刺激性殺菌消毒薬。うがいには使用不可。2016年3月までは「イソジンきず薬」として発売されていた。（製造販売元：健栄製薬）
- 明治Gトローチ【指定医薬部外品】 - 2種類の抗炎症成分（グリチルリチン酸二カリウム+キキョウエキス）と殺菌成分（セチルピリジウム塩化物水和物）を配合したトローチ剤（製造販売元：Meiji Seika ファルマ）2021年10月販売終了。

過去の製品
- ビエンド【第2類医薬品】 - 鼻炎用内服薬（ビエンドクールタブL）・点鼻薬（ビエンドクールスプレー）のブランド。（「ビエンドクールスプレー」の製造販売元：テイカ製薬）

旧・明治乳業製品
- クリーンピットAZ【第3類医薬品】 - 水溶性アズレン（アズレンスルホン酸ナトリウム水和物）を配合したミストタイプののどスプレー（製造販売元：日本点眼薬研究所）

## CM
テレビCMの冒頭に白バック赤文字に『明日をもっとおいしく meiji』のブランドロゴと、チャイム音とともに女声の「メイジッ」のサウンドロゴが流れる。なお、2016年のみ、創業100周年を記念し、ブランドロゴの下に『100 YEARS YOUNGおかげさまで100周年』の表示が加えられた。

### CM出演者
（2025年現在）●は旧・明治製菓、■は旧・明治乳業。※は旧法人から続投
CMの一部は明治HP「CMギャラリー」およびYouTube（#外部リンク参照）でも視聴可能。

#### 女性
- 新垣結衣 - メルティーキッス（冬季のみ）● - 新法人による新規第一号だが、2004 - 2005年当時の明治製菓のCMに出演あり。また過去には明治チョコレート2014年バレンタインキャンペーンとアーモンド&マカダミアCMにも出演していた。
- 薬師丸ひろ子 - 明治ブルガリアヨーグルト■（原菜乃華と共演）※以前は「LG21」「明治R-1」（賀来賢人・仲間由紀恵と共演）のCMに出演していた。
- 原菜乃華 - 明治ブルガリアヨーグルト■（薬師丸ひろ子と共演）
- 上戸彩 - 明治おいしい牛乳、明治おいしいミルクコーヒー■
- 仲間由紀恵 - 明治R-1■ (賀来賢人・長尾柚乃と共演)
- 永尾柚乃 - 明治R-1■ (賀来賢人・仲間由紀恵と共演)
- 畠山愛理 - サバス■
- 新谷仁美 - サバス■
- 服部樹咲 - 企業
- きょうこばぁば - 明治 ミルクで元気PREMIUM■

#### 男性
- 石丸幹二 - チョコレート効果●
- 賀来賢人 - 明治R-1■（仲間由紀恵・長尾柚乃と共演）
- 赤楚衛二 - 明治脂肪対策ヨーグルト■
- 山﨑賢人 - サバス■
- 井上尚弥 - サバス■
- 鈴木誠也 (シカゴ・カブス) - サバス■
- 姫野和樹 (トヨタヴェルブリッツ) - サバス■
- 藤原竜也 - 明治LG21■
- 西川きよし - 明治メイバランス■

#### グループ
- オードリー - 銀座カリー
- FRUITS ZIPPER - 明治チョコレート2025年バレンタインキャンペーン、NEW OKASHI PROJECT●
- THE RAMPAGE from EXILE TRIBE - VAAM■

#### オリジナルキャラクター
- カールおじさん - カール●※

#### スポーツ
いずれもザバス●（30秒）。
- バスケットボール日本代表（AKATSUKI FIVE）
- 野球日本代表（侍ジャパン）

#### 過去
×は故人
女性
- 荒井萌 - 明治エッセル スーパーカップ■※
- 加藤あい - 明治ブルガリアのむヨーグルト、ブルガリアヨーグルト■
- 江角マキコ - 明治スポーツミルク■
- 木下優樹菜 - アミノコラーゲン ボーテ●※
- 木村カエラ - キシリッシュ●※
- 小泉今日子 - 明治北海道十勝スマートチーズ■※
- 小雪 - 明治ザ・チョコレート●
- 澤穂希 - 明治R-1■（吉田沙保里と共演）
- トリンドル玲奈 - 明治ボーノチーズ■、ガルボツイスト、果汁グミ●
- 永作博美 - 明治プレミアム グラン■
- 仲里依紗 - きのこの山・たけのこの里、ガルボ●※ - 明治製菓時代は「明治チョコレート」2011年バレンタインキャンペーンCMに出演。
- 西内まりや - ポイフル、2014年バレンタインキャンペーン●、meiji GOLD LINE■
- 橋本愛 - 果汁グミ●※ - 「Tweet love Story」メグミ役、明治製菓時代に「明治チョコレート」2011年バレンタインキャンペーンCMに出演。
- 浜内千波（料理研究家）- 明治おいしい牛乳■
- 藤原紀香 - アミノコラーゲン、コクがおいしいミルクココア●※
- 古畑星夏 - 明治エッセルスーパーカップ■
- 北斗晶 - じゃがチーズ●
- 真木よう子 - キシリッシュ●
- 松下奈緒 - 明治ヘルシーソフト オフスタイル、ふんわりムースソフト クリーミースムース■※
- 水樹奈々 - 果汁グミ● - 「Tweet love Story」メグミ役。
- 薬師丸ひろ子 - 明治LG21■
- LiLiCo - リッチビスケット●
- リン・チーリン - アミノコラーゲン、ホロホローネショコラ●
- 吉田沙保里 - 明治R-1■
- 渡辺満里奈 - 明治スプレッタブル■
- 新木優子 - 明治オリゴスマートミルクチョコレート●
- 池田エライザ - 明治ヨーグルトドルチェとろけると■
- 石原さとみ - 明治Theチョコレート、果汁グミ、ガルボ●
- 江口のりこ - 明治R-1■（さだまさし、飯尾和樹、林遣都と共演）
- 木村文乃 - 明治スプレッタブル、明治北海道十勝スマートチーズ和風だし■
- 宮崎あおい - 明治LG21■[注釈 5]
- 田中みな実 - 明治TANPACT●■（飯尾和樹と共演）

男性
- 相葉雅紀（嵐） - 明治おいしい低脂肪乳、明治おいしい牛乳■
- 市村正親 - 明治LG21■
- 上原浩治（元プロ野球選手）- ザバス●※
- 内山高志（元プロボクサー、WBA世界スーパーフェザー級チャンピオン）- スーパーヴァーム■
- 大沢たかお - 明治LG-21■
- 大森南朋 - 明治R-1■（吉田沙保里と共演）
- 加瀬亮 - 明治R-1■
- 香取慎吾 - 明治北海道十勝スマートチーズ■ - 明治製菓時代にはミルクチョコレートのCMに出演していた。
- 河村隆一 - カール● - CMイメージソングで出演。
- 伊藤淳史 - 明治ブルガリアのむヨーグルト■
- 佐久間一行 - 果汁グミ● - 「Tweet love Story」タイヨウ役
- 杉田智和 - 果汁グミ● - 「Tweet love Story」タイヨウ役
- EXILE TAKAHIRO - ドレア■ - 以前は「明治ミルクチョコレート」のCMに出演していた。
- 田崎真也 - 明治北海道十勝スマートチーズ■ - 「CMギャラリー」には掲載されていない。
- 堤真一 - 明治LG-21■
- なすび - 超ひもQ●
- 西田敏行× - おでん横丁（九州地区限定）●※
- 原辰徳 - 明治の宅配■※[注釈 6]
- 彦摩呂 - 明治プロピオヨーグルトPA-3■
- 福山雅治 - キシリッシュ●※ - 明治製菓時代にも、同商品のCMに出演していた。
- 松田翔太 - キシリッシュ●
- 松本利夫（EXILE） - チップチョップ●※ - 明治製菓時代に「たけのこの里」CMに出演。
- 的場浩司 - 明治ゴールドライン■
- 三浦友和 - 明治プロピオヨーグルトPA-3■
- 三浦春馬× - ガルボ●
- 松本潤 - 明治ミルクチョコレート、クリスピーズ、ブラックチョコレートBOX、きのこの山・たけのこの里●
- 浅野拓磨（サッカー選手） - ヴァーム■
- 飯尾和樹（ずん） - 明治TANPACT●■（田中みな実と共演）、明治R-1■（さだまさし、江口のりこ、林遣都と共演）
- 大谷翔平（プロ野球選手、エンゼルス→ドジャース）- ザバス●※
- 岡田准一 - 明治ブルガリアヨーグルト■[注釈 5]
- 菊池風磨（timelesz（旧：Sexy Zone）） - ガルボ■（中島健人と共演）
- さだまさし - 明治R-1■（江口のりこ、飯尾和樹、林遣都と共演）
- トータス松本 - 明治LG21■
- 中島健人（Sexy Zone、当時） - ガルボ■（菊池風磨と共演）
- 林遣都 - 明治R-1■（さだまさし、江口のりこ、飯尾和樹と共演）
- 古舘伊知郎 - 明治PA-3■
- 北村匠海（ DISH//） - VAAM■

グループ
- TEMPURA KIDZ - 明治エッセルスーパーカップ■
- 乃木坂46 - 明治チョコレート2012年バレンタインキャンペーン、しまるボトルシリーズ、ロカボーノ、明治エッセルスーパーカップ Sweet's●■

オリジナルキャラクター
- カバくん - 明治うがい薬●※

コラボレーション
- ガチャピン・ムック - 果汁グミ●
- ドキドキ!プリキュア - グルト!■
- トリコ - グルト!■
- 名探偵コナン - グルト!■
- 劇場版イナズマイレブンGO vs ダンボール戦機W - グルト!■

## スポンサー

### 提供番組
テレビにおける番組提供クレジットは『meiji 明治』と表記されている（ただし、一部クレジットの表示がない番組もある）。

#### 現在の提供番組
（2025年8月現在）※太字は筆頭提供

##### テレビ
（いずれも複数社提供）
日本テレビ系列
- ZIP!（火曜日のみ）
- 水曜ドラマ

テレビ朝日系列
- 羽鳥慎一モーニングショー（木曜日のみ）
- 木曜ドラマ

TBS系列
- ジョブチューン アノ職業のヒミツぶっちゃけます!

テレビ東京系列
- ポケットモンスターシリーズ

フジテレビ系列
- 北海道meijiカップ（北海道文化放送制作、毎年8月）
- ウワサのお客さま
- 未来CHO人図鑑

##### ラジオ
- 文化放送時報（月〜土曜 13:00）
- MY OLYMPIC α（JFN系列、水曜のみ）
- 花澤香菜のひとりでできるかな?（文化放送）

#### 過去の提供番組
（※印のついている番組は現在も継続中。●は旧・明治製菓、■は旧・明治乳業からそれぞれ継承）

##### テレビ
日本テレビ系
- おいしいSTORY
- スッキリ!!（水曜日のみ）
- ※ヒルナンデス!（水曜）
- ※名探偵コナン（ytv制作）
- ※情報ライブ ミヤネ屋（ytv制作）不定期
- 人生が変わる1分間の深イイ話
- ※土曜ドラマ●（1998年4月 - 1999年9月と2006年4月 - 2017年3月は60秒・1999年10月 - 2006年3月と2017年4月 - 9月と2023年4月 - （提供復帰）は30秒）[注釈 7]

テレビ朝日系
- モーニングバード!（火曜日のみ）
- いきなり!黄金伝説。●
- ※徹子の部屋（水曜のみ）
- ※テレビ朝日水曜21時枠刑事ドラマ（『相棒』ほか） ※一時期スポンサーだったが、2018年度に復帰。劇中内でも出演者らが「おいしい牛乳」等の製品を飲食するシーンあり。
- ※報道ステーション（水曜のみ）
- パネルクイズ アタック25（ABCテレビ制作）
- ※水曜どうでしょうClassic（HTB制作。TOKYO MXなどでも提供）
- 明治ドラマスペシャル ずんずん!（2021年4月16日放送）

TBS系
- 教科書にのせたい!
- 橋田壽賀子ドラマ 渡る世間は鬼ばかり
- EXILE魂[注釈 8]
- さまぁ〜ずの世界のすげぇにツイテッタ〜（MBS制作）
- ※ひるおび!（隔日、第2部のみ）
- ※プレバト!!（MBS制作）
- ※林先生が驚く初耳学!（MBS制作）
- ※火曜ドラマ ※劇中内でも出演者らが明治の製品を飲食するシーンあり。

テレビ東京系
- ※おはスタ●
- 137億年の物語

フジテレビ系
- ※めざましテレビ●
- 水曜スペシャル（2011年10月〜12月）
- おじゃマップ
- めちゃ×2イケてるッ!●
- 1年1組 平成教育学院●
- ほこ×たて
- 新堂本兄弟
- 林修のニッポンドリル
- とくダネ（水曜のみ）※以前までは前半のスポンサー、後に後半のスポンサーを務めた。前半のスポンサー時は菓子メーカー同業者の不二家がスポンサーだった。水曜以外で不定期にスポンサーになる事もあった（月曜）。
- 痛快TV スカッとジャパン
- ウワサのお客さま
- LIFE IS BEAUTIFUL 〜小さないのちの詩〜（東海テレビ制作）※単発■
- 昼の帯ドラマ（東海テレビ制作）
- 恋する幸せスイーツ（フジテレビ・BSフジ）※単発●

BSデジタル放送
- ※笑点 特大号（BS日テレ）
- ※歌謡プレミアム（BS日テレ）
- ホテルの窓から（BS日テレ）
- ※ストロングポイント（BS日テレ・BS日テレ 4K）
- ※食彩の王国（BS朝日。テレビ朝日制作）■
- 黒柳徹子のコドモノクニ〜夢を描いた芸術家たち〜（BS朝日）
- お笑い演芸館（BS朝日）
- ※京都ぶらり歴史探訪（BS朝日・BS朝日 4K）
- ※おんな酒場放浪記（BS-TBS・BS-TBS 4K）
- 火曜デラックス（BS-TBS）
- 地球絶景紀行（BS-TBS）
- YOUは何しに日本へ? Classic（BSテレ東・BSテレ東 4K）
- ※クイズ!脳ベルSHOW（BSフジ・BSフジ 4K。帯番組時代、火曜のみ）
- ヨーロッパ空中散歩（BSフジ）
- ※欧州鉄道の旅（BSフジ）

##### ラジオ
- ※オールナイトニッポン（ニッポン放送系）全国35局ネット●
- 高橋尚子 サインはQ（ニッポン放送系）
- みのもんたのウィークエンドをつかまえろ（文化放送系）第1部（土曜13:00 - 14:00）■（〜2013年9月7日)[注釈 9][注釈 10]
- JOGLIS GIRLS RUN SUNDAY（TOKYO FM）日曜日『JOGLIS』内●
- JFN時報●
- 明治チョコレート効果presents 生島ヒロシの健康ライフ(「生島ヒロシのおはよう一直線」内)（2019年8月2日から毎週金曜）(TBSラジオ)※「明治チョコレート効果」名義。[注釈 11]

### スポンサー協賛
- 東京ディズニーリゾート - 旧・明治乳業時代からオフィシャルスポンサーとして参加している。新法人発足に伴い、掲示されていた明治乳業のロゴはすべて新しいロゴに取り替えられている。
  - 東京ディズニーランド（ベビーセンター、アイスクリームコーン、ソフトランディング、アイスクリームワゴン、クリスタルパレス・レストラン、スウィートハート・カフェ、トゥーンタウン・ベビーセンター）
  - 東京ディズニーシー（ザンビーニ・ブラザーズ・リストランテ、アイスクリームワゴン、ベビーセンター）
- 浦和レッドダイヤモンズ（プロサッカー・Jリーグ） - 「ザバス」名義でのユニフォーム胸スポンサー（2009年〜2012年）。
- 名古屋グランパスエイト（プロサッカー・Jリーグ） - 旧・明治乳業時代の2007年からスポンサー。当初は練習着のスポンサーも行っていた。
- 東京ガールズコレクション - ファッションイベント。旧・明治製菓からスポンサー継承。
- ルミネtheよしもと - 新宿ルミネ2にある吉本興業運営の劇場。旧・明治製菓からスポンサー継承。
- 北海道Meijiカップ - 女子プロゴルフトーナメント。旧・明治製菓からスポンサー継承。
- 高円宮杯 JFA U-18サッカープレミアリーグ - 大会スポンサー
- 全国高等学校サッカー選手権大会 - 旧・明治製菓からスポンサー継承。87回大会（2009年）は既に明治乳業との経営統合が決定していたこともあり、明治乳業が発売しているスポーツ飲料のVAAM（ヴァーム）のCMが放送された。テレビの試合中継内でされるCM（CS放送でも放送されているが、提供表示が付くのは地上波・BSのみ）は大会が行われる季節を考慮してか、近年は「イソジン」のCMも放送されている。68回大会（1990年）より参加している。
- 名人 (囲碁)
- 全日本リトルリーグ野球選手権大会 - 旧・明治製菓時代の2006年から「ザバス」カップの冠で特別協賛
- 日本レスリング協会 -「明治杯全日本選抜レスリング選手権大会」冠協賛
- 日本体操協会 - 「体操ニッポン」オフィシャルスポンサー

### オフィシャルサポート・パートナー
- JOCオフィシャル乳製品パートナー・JOC・JPCゴールドパートナー
- 野球日本代表「侍ジャパン」栄養サポートパートナー
- バレーボール女子日本代表「火の鳥NIPPON」栄養管理・食事サポートパートナー
- 日本パラ陸上競技連盟オフィシャルパートナー
- 諸見里しのぶ（女子プロゴルファー） - 「ザバス」の栄養サポート契約および広告契約。

### ネーミングライツ
- 帯広の森屋内スピードスケート場（北海道帯広市） - 旧・明治乳業が命名権契約を締結し、2009年9月より明治北海道十勝オーバルとしている。

## テレビ番組
- 知られざるガリバー〜エクセレントカンパニーファイル〜（2022年6月18日、テレビ東京）- 社長 松田克也出演[52]
- 日経スペシャル カンブリア宮殿 おいしいだけじゃない! 知られざる健康戦略の全貌（2022年7月21日、テレビ東京）- 社長 松田克也出演[53]

## その他

### 東日本大震災の影響
新法人発足前の2011年3月11日に東日本大震災が発生し、当時の明治乳業・明治製菓2社における東北地方及び関東地方の一部にある工場・事業所が被災、及び計画停電の影響により、全体および一部が一時的に操業停止となっていた ほか、テレビ・ラジオでのCMを暫く休止（ACジャパンの公共CM等を放送）及び、提供番組での提供クレジットも一時自粛していた。以後、工場・事業所についても段階的に再開し、CMと番組提供も3月末に新法人発足に合わせ再開した。なお、番組提供の再開後も3月31日までは「meiji 明治製菓」「meiji 明治乳業」のクレジットが継続使用されていた。

### 問題行為
明治大阪工場において長年、職業安定法違反の疑いがあるアルバイトの採用選考が行われていたことが、2020年に明らかになった。

大阪工場では、アルバイト応募者に対して、体重やウエスト、既往歴などを尋ねていた。これは、業務に直接関係のない個人情報の収集を禁じる職業安定法の違反の疑いがあり、2020年12月に、問題があるとして行政指導を受けた。明治はメディアの取材に対し「作業着を作るために必要だった」などと主張したが、一方で行政指導の後に、これらの行為を廃止した。この件が報道されたのは遅くとも2021年1月5日であるが、2021年1月13日の時点で、明治の公式サイトにおいて、この件の言及はない。